# 836
836 (DCCCXXXVI) je bilo prestopno leto, ki se je po julijanskem koledarju začelo na sobota.

## Dogodki
- 1. januar

## Smrti
- Malamir, bolgarski kan (* ni znano)